# Eduardo Fournier
Eduardo Antonio Fournier Arriagada, altresì citato come Eduardo Fournier (Talca, 2 gennaio 1956), è un ex calciatore cileno, di ruolo portiere.